# (7274) Washioyama
(7274) Washioyama est un astéroïde de la ceinture principale.

## Description
(7274) Washioyama est un astéroïde de la ceinture principale. Il fut découvert le 21 mars 1982 à Geisei par Tsutomu Seki. Il présente une orbite caractérisée par un demi-grand axe de 2,33 UA, une excentricité de 0,14 et une inclinaison de 10,7° par rapport à l'écliptique.

## Compléments